# Laura Hillenbrand

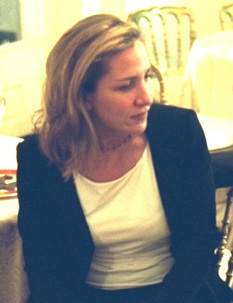
Laura Hillenbrand

Laura Hillenbrand (15 mei 1967, Fairfax, Virginia) is een Amerikaans schrijfster.
Laura Hillenbrand werd geboren In Fairfax en groeide op op een ranch in Sharpsburg, Maryland. Reeds tijdens haar jeugd schreef ze artikels over geschiedenis en paardenrennen. Ze studeerde aan het Kenyon College in Gambier, Ohio. Tijdens haar studies kreeg zij het chronischevermoeidheidssyndroom, waarna zij zich op het schrijven toelegde.
Haar essays verschenen in meerdere publicaties zoals The New York Times, The Washington Post, USA Today en Reader's Digest.
In 2001 verscheen haar eerste boek: het populair-wetenschappelijke Seabiscuit, an American legend over het legendarische renpaard Seabiscuit. Het werd een wereldwijde bestseller en werd in 2003 door Gary Ross verfilmd.
Haar tweede boek Unbroken, een biografie over olympisch atleet en oorlogsheld Louis Zamperini verscheen in 2010 en werd in 2014 door Angelina Jolie verfilmd.
Hillenbrand leeft momenteel in Washington D.C..